# ダビデ・サントン
ダビデ・サントン（Davide Santon, 1991年1月2日 - ）は、イタリア・ポルトマッジョーレ出身の元サッカー選手。ポジションはディフェンダー。

## 来歴

### クラブ
インテル
10歳でラヴェンナ・カルチョの下部組織に入団。当時からインテル・ミラノは彼に注目しており、中学卒業と同時に引き抜いた。移籍当初のポジションはウイングだったが、サイドバックにコンバートされた。
2009年1月21日、コッパ・イタリアのASローマ戦でトップチームデビューを果たすと、1月25日のUCサンプドリア戦でセリエA初出場。マイコンという絶対的な右サイドバックがいたため、左サイドバックとしてのデビューだった。2月24日のマンチェスター・ユナイテッドFC戦でUEFAチャンピオンズリーグに初出場し、クリスティアーノ・ロナウドを封じ込めるなど、質の高いプレーを見せた。ジョゼ・モウリーニョ監督の信頼を得たことにより、デビュー1年目で左サイドバックのマクスウェルからレギュラーを奪い、16試合に出場。チームのセリエA4連覇に貢献した。
2009-10シーズンは膝の怪我などでコンディションが整わず、サントンの代わりにクリスティアン・キブやハビエル・サネッティらが左サイドバックとして先発出場することが増えた。翌2010-11シーズンも低調なパフォーマンスが続いたため、冬の移籍市場最終日の2011年1月31日に長友佑都と入れ替わる形でACチェゼーナにレンタル移籍で放出された。
ニューカッスル
2011年8月、プレミアリーグのニューカッスル・ユナイテッドFCへ完全移籍。同年10月16日のトッテナム・ホットスパー戦で移籍後初出場。シーズン途中に左サイドバックのレギュラーポジションを獲得し、24試合に出場した。翌2012-13、2013-14シーズンも左サイドバックのレギュラーとしてプレーした。
インテル
2015年2月、古巣のインテルへ買い取りオプション付きのレンタル移籍。シーズン終了後、買い取りでインテル復帰。2016-17シーズンはクリスティアン・アンサルディが加入したことにより左サイドバック争いが激化し、3番手に後退。2017-18シーズンは長友佑都とダウベルトの後塵を拝したが、ルチアーノ・スパレッティの信頼を掴んだことにより出場機会が増加。しかし新加入のジョアン・カンセロにポジションを奪われ、冬に長友がガラタサライSKへ移籍した後も状況は変わらなかった。
ASローマ
2018年6月26日、ASローマに移籍することが発表された。移籍金は950万ユーロで、契約期間は4年間。
2021-22シーズン終了後は契約満了でローマを退団しフリーとなったが、怪我の影響もあり9月9日に現役引退を発表した。

### 代表
年代別のイタリア代表を経験した後、2009年6月6日の北アイルランド戦で18歳にしてA代表デビュー。マルチェロ・リッピ監督により同年6月に開催されたFIFAコンフェデレーションズカップのメンバーにも選ばれたが出場機会はなかった。2011年3月29日のウクライナ代表戦を最後に代表から遠ざかっていたが、2012年11月にチェーザレ・プランデッリ監督によって久しぶりに招集された。

## プレースタイル・人物
- 左右の両サイドでプレーすることができるサイドバック。
- ACミランのパオロ・マルディーニもマウロ・タソッティがいたために左サイドにコンバートされた過去があり、この共通点からマルディーニと比較されることも多かった[2]。
- チェゼーナへのレンタルが発表された際にはショックを受け「自分自身に失望している」と話し、チェゼーナで成長してインテルへ復帰することを誓った[9]。またこの移籍を受けU-21イタリア代表監督のチロ・フェラーラはA代表監督のチェーザレ・プランデッリとサントンと話し合い、彼への信頼と期待を表すためにサントンをU-21代表のキャプテンに任命した[10]。
- 前述の通りプレーの詰めの甘さが課題となっている。2017-18シーズンのセリエA第17節ウディネーゼ・カルチョ戦ではPK献上を含む2失点に絡んでしまったほか[11]、その他の試合での中途半端なクロスも問題とされた。

## 個人成績
2018年5月20日現在
| クラブ            | シーズン | リーグ         | 背番号 | リーグ戦 | リーグ戦 | カップ戦 | カップ戦 | リーグ杯 | リーグ杯 | 欧州カップ戦 | 欧州カップ戦 | その他 | その他 | 合計 | 合計 |
| クラブ            | シーズン | リーグ         | 背番号 | 試合     | 得点     | 試合     | 得点     | 試合     | 得点     | 試合         | 得点         | 試合   | 得点   | 試合 | 得点 |
| ----------------- | -------- | -------------- | ------ | -------- | -------- | -------- | -------- | -------- | -------- | ------------ | ------------ | ------ | ------ | ---- | ---- |
| インテル          | 2008–09  | セリエA        | 39     | 16       | 0        | 2        | 0        | -        | -        | 2            | 0            | 0      | 0      | 20   | 0    |
| インテル          | 2009–10  | セリエA        | 39     | 12       | 0        | 2        | 0        | -        | -        | 1            | 0            | 0      | 0      | 15   | 0    |
| インテル          | 2010–11  | セリエA        | 39     | 12       | 0        | 1        | 0        | -        | -        | 4            | 0            | 1      | 0      | 18   | 0    |
| チェゼーナ (loan) | 2010–11  | セリエA        | 46     | 11       | 0        | 0        | 0        | -        | -        | -            | -            | -      | -      | 11   | 0    |
| ニューカッスル    | 2011–12  | プレミアリーグ | 3      | 24       | 0        | 2        | 0        | 1        | 0        | -            | -            | -      | -      | 27   | 0    |
| ニューカッスル    | 2012–13  | プレミアリーグ | 3      | 31       | 1        | 1        | 0        | 0        | 0        | 6            | 0            | -      | -      | 38   | 1    |
| ニューカッスル    | 2013-14  | プレミアリーグ | 3      | 27       | 0        | 1        | 0        | 0        | 0        | -            | -            | -      | -      | 28   | 0    |
| ニューカッスル    | 2014-15  | プレミアリーグ | 3      | 0        | 0        | 1        | 0        | 0        | 0        | -            | -            | -      | -      | 1    | 0    |
| ニューカッスル    | 合計     | 合計           | 合計   | 82       | 1        | 5        | 0        | 1        | 0        | 6            | 0            | 0      | 0      | 94   | 1    |
| インテル          | 2014–15  | セリエA        | 20     | 9        | 0        | 1        | 0        | -        | -        | 4            | 0            | -      | -      | 14   | 0    |
| インテル          | 2015–16  | セリエA        | 20     | 12       | 0        | 1        | 0        | -        | -        | -            | -            | -      | -      | 13   | 0    |
| インテル          | 2016–17  | セリエA        | 20     | 14       | 0        | 0        | 0        | -        | -        | 1            | 0            | -      | -      | 15   | 0    |
| インテル          | 2017–18  | セリエA        | 20     | 15       | 0        | 0        | 0        | -        | -        | -            | -            | -      | -      | 15   | 0    |
| インテル          | 通算     | 通算           | 通算   | 90       | 0        | 7        | 0        | -        | -        | 12           | 0            | 1      | 0      | 110  | 0    |
| ローマ            | 2018-19  | セリエA        | 18     | 0        | 0        | 0        | 0        | -        | -        | 0            | 0            | 0      | 0      | 0    | 0    |
| 総通算            | 総通算   | 総通算         | 総通算 | 183      | 1        | 11       | 0        | 1        | 0        | 18           | 0            | 1      | 0      | 215  | 1    |

## タイトル
- インテル
  - セリエA：2回（2008-09, 2009-10）
  - UEFAチャンピオンズリーグ：1回（2009-10）
  - コッパ・イタリア：1回（2009-10）
  - スーペルコッパ・イタリアーナ：1回（2010）
  - FIFAクラブワールドカップ：1回（2010）